# チェルマーク・ヨージェフ
チェルマーク・ヨージェフ（Csermák József、1932年2月14日 - 2001年1月14日）は、ハンガリーの元陸上競技選手である。彼は、1952年に開催されたヘルシンキオリンピックの男子ハンマー投で金メダルを獲得した。

## 経歴
チェルマークはオリンピックの男子ハンマー投ハンガリー代表として、1952年のヘルシンキオリンピックから1960年ローマオリンピックまで3回連続で出場している。
ヘルシンキオリンピックの男子ハンマー投では、33人の選手が2つの組に分かれて予選通過（49メートルの投てき成功）を目指した。チェルマークは予選1組のトップとなる57メートル20センチを投げて、予選全体でも1位となって決勝に進んだ。決勝は予選を通過した25選手が出場して、予選と同日に実施された。チェルマークは決勝の第1投目で当時のオリンピック新記録を更新する58メートル45センチを投げ、3投目ではさらに記録を伸ばして60メートル34センチと世界記録を更新した。そのまま1位を保って前回ロンドンオリンピックハンマー投金メダリストで同じくハンガリー代表のネーメト・イムレなどを抑えて金メダル獲得を果たした。　
4年後の1956年メルボルンオリンピックでは、予選通過（54メートルの投てき成功）は果たしたものの、決勝では5位にとどまり、連続のメダル獲得はならなかった。チェルマークにとっての最後のオリンピックとなったローマオリンピックでは、予選通過（60メートルの投てき成功）が果たせず、全体で18位の成績に終わっている。
チェルマークは、ヘルシンキオリンピック以外では国際大会の優勝は果たすことができなかった。他の主な競技会では、1954年にスイスのベルンで開催されたヨーロッパ陸上競技選手権大会の男子ハンマー投で銅メダルを獲得した実績がある。
なお、チェルマークは、ハンマー投で60メートル超えを記録した最初の選手である。彼は1952年7月14日から同年9月14日まで、ハンマー投の世界記録を保持していた。その後、2001年1月14日にヴェスプレーム県タポルツァで心臓発作を起こして死去した。

## オリンピックでの成績
| 年   | 大会                   | 場所                         | 種目       | 結果             | 記録             |
| ---- | ---------------------- | ---------------------------- | ---------- | ---------------- | ---------------- |
| 1952 | ヘルシンキオリンピック | ヘルシンキ（フィンランド）   | ハンマー投 | 1位              | 60.34m（世界新） |
| 1956 | メルボルンオリンピック | メルボルン（オーストラリア） | ハンマー投 | 5位              | 60.70m           |
| 1960 | ローマオリンピック     | ローマ（イタリア）           | ハンマー投 | 18位（予選落ち） | 59.72m           |